# Anton von Werner
Anton Alexander von Werner (Francoforte sull'Oder, 9 maggio 1843 – Berlino, 4 gennaio 1915) è stato un pittore tedesco.

## Biografia

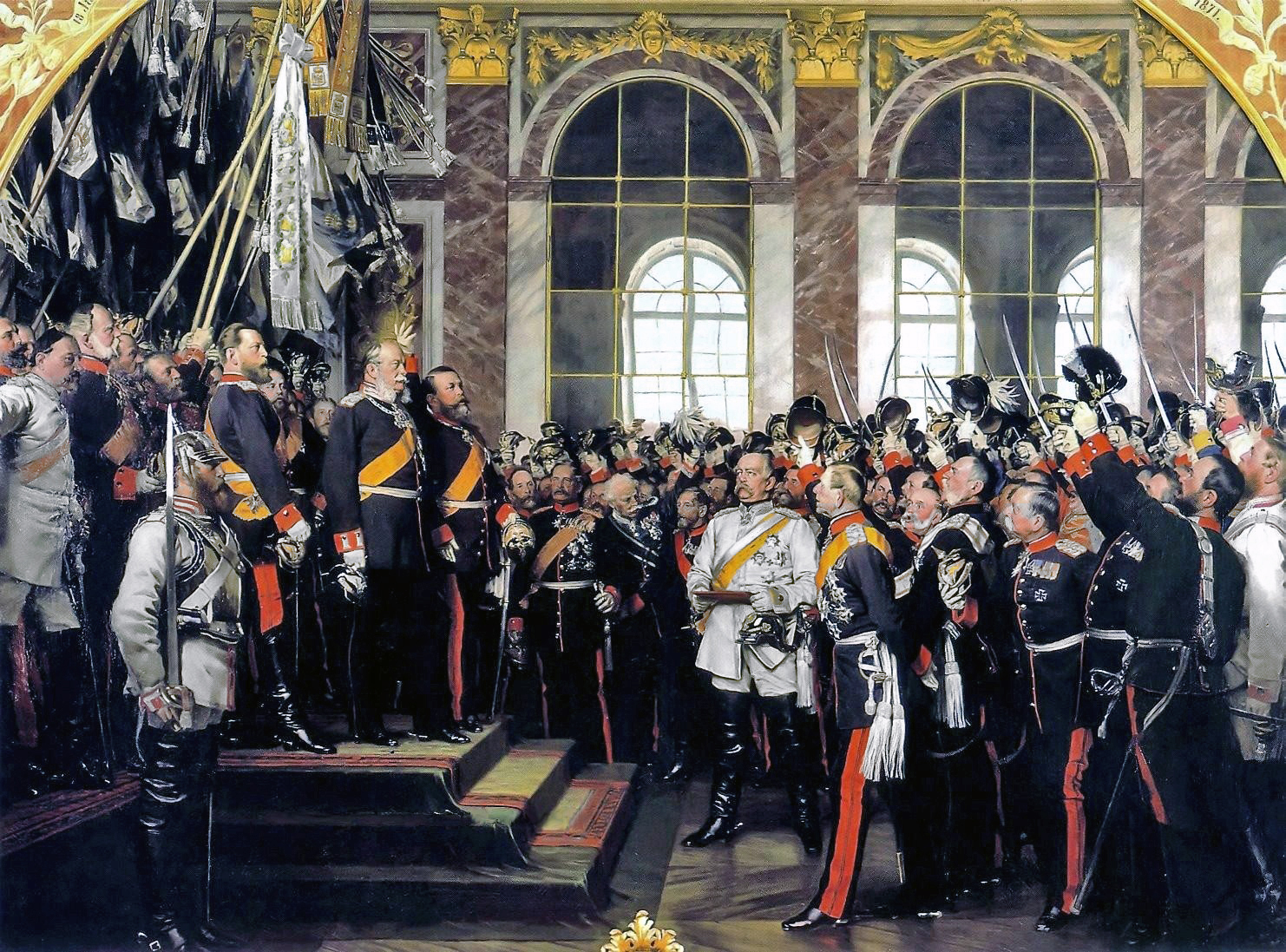
Anton von Werner
La proclamazione dell'Impero tedesco, 1877

Nato nella provincia di Brandeburgo, studiò all'Universität der Künste Berlin e in seguito a Karlsruhe. Fra i suoi tanti maestri, oltre a suo padre, Johann Wilhelm Schirmer, Ludwig des Coudres, Adolph Schroedter (1805-1875) e Carl Friedrich Lessing. Divenne amico di Joseph Victor Scheffel.
Dopo aver vinto una borsa di studio, viaggiò a Parigi nel 1867, e poi in Italia, dove rimase per qualche tempo. Sposò Malwine Schroedter, figlia di Adolph Schroedter.
Nel 1875 venne nominato direttore dell'Accademia delle belle arti di Monaco di Baviera (Königliche Hochschule der bildenden Künste), incarico che ricoprì sino alla morte, per 40 anni.